# Buccino

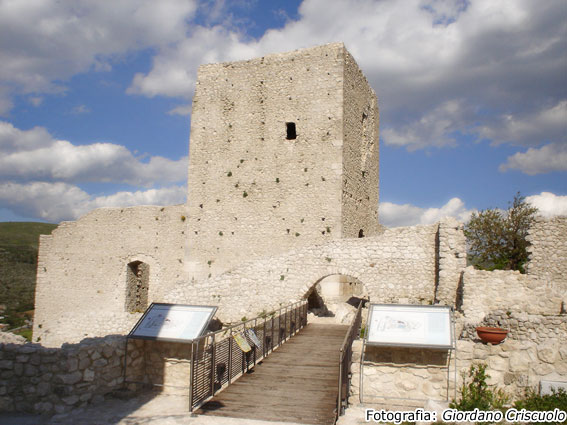
Kasteel

Buccino is een gemeente in de Italiaanse provincie Salerno (regio Campanië) en telt 5555 inwoners (31-12-2004). De oppervlakte bedraagt 65,4 km², de bevolkingsdichtheid is 88 inwoners per km².

## Demografie
Buccino telt ongeveer 2111 huishoudens. Het aantal inwoners daalde in de periode 1991-2001 met 4,5% volgens cijfers uit de tienjaarlijkse volkstellingen van ISTAT.
| Jaar | Inwoneraantal |
| ---- | ------------- |
| 1991 | 5926          |
| 2001 | 5659          |

## Geografie
De gemeente ligt op ongeveer 650 m boven zeeniveau.
Buccino grenst aan de volgende gemeenten: Auletta, Colliano, Palomonte, Romagnano al Monte, Salvitelle, San Gregorio Magno, Sicignano degli Alburni.

## Geboren in Buccino
- Marcello Gigante (1923-2001), hoogleraar Klassieke Talen, Byzantijnse literatuur en papyrologie aan de universiteit van Napels Federico II. Gigante was ereburger van Buccino.